# Dilbert Dunker

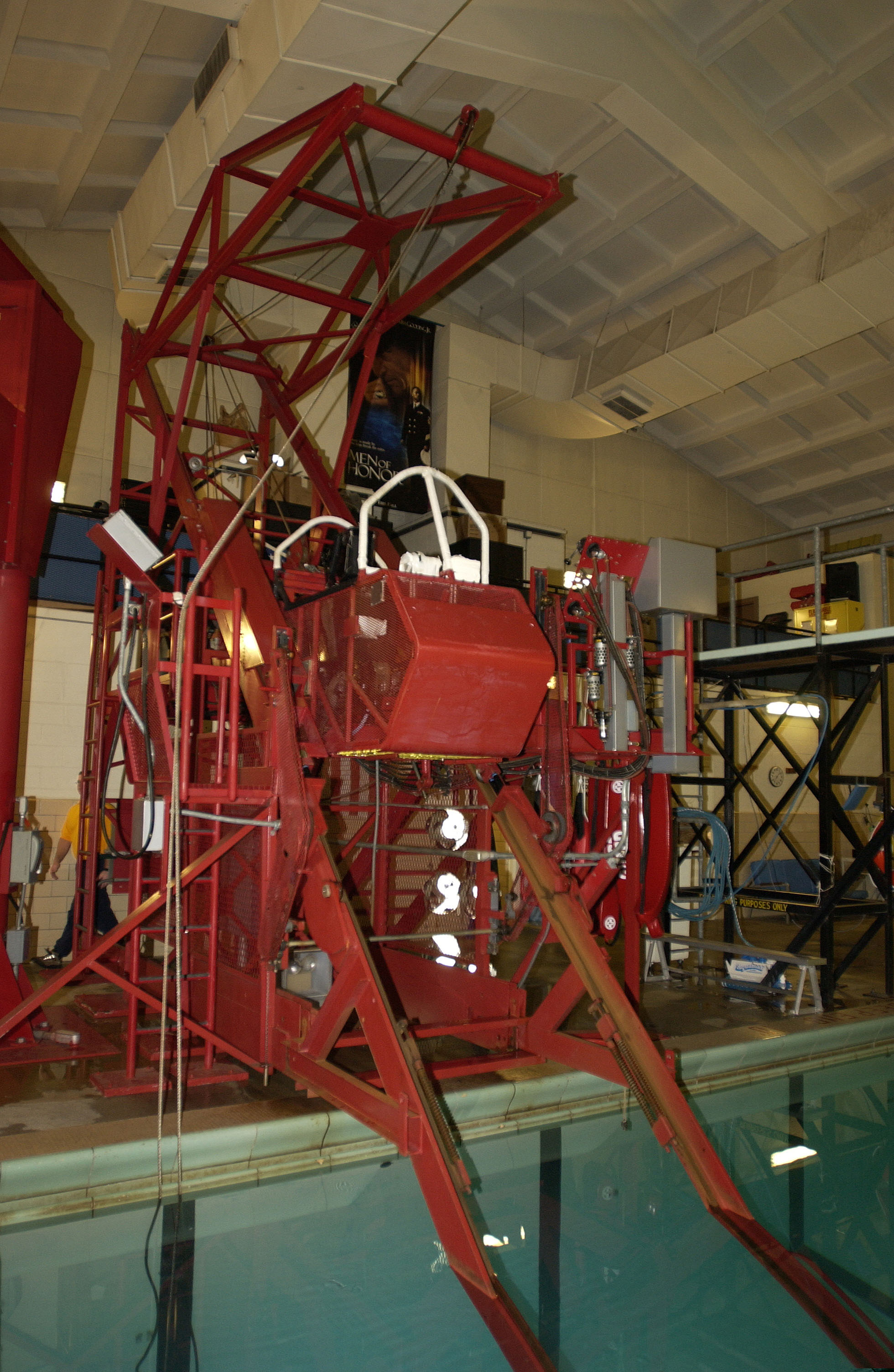
Un Dilbert Dunker.

Un « Dilbert Dunker » est un appareil destiné à former des pilotes sur la façon de s'extraire correctement d'un avion submergé, généralement à la suite d'un amerrissage d'urgence.
Il a été inventé par Wilfred Kaneb, un militaire et ingénieur en aviation de la Naval Air Station Pensacola, entre 1943 et 1944.
Appelé à l'origine Underwater Cockpit Escape Device (« Dispositif d'évacuation sous-marine du poste de pilotage »), cet appareil est connu depuis ses débuts sous le nom de « Dilbert Dunker » en référence à Dilbert Groundloop (en), un personnage de dessin animé de la période de la Seconde Guerre mondiale, incapable de faire les choses bien.